# Vieni, vieni amore mio
Vieni, vieni amore mio è un film commedia del 1975 diretto da Vittorio Caprioli

## Trama
Angela, commessa di farmacia, si sposa con Bruno, un soldato che si dedica alla pallanuoto. Tra allenamenti e gare il giovanotto spreca gran parte del suo tempo e tutta la sua vigoria fisica all'attività agonistica, tralasciando di considerare le esigenze della sua giovane sposa. In un mondo in cui tutto sembra essere esclusivamente dominato e condizionato dal sesso, e in cui non si parla di altro, la tiepida esperienza matrimoniale della ragazza rischierebbe di determinare in lei effetti traumatizzanti, ma l'intervento provvidenziale da lei stessa opportunamente strumentalizzato, di un play-boy di provincia inizia la donna ai piaceri dell'amore e al tempo stesso le fa prendere conoscenza di quello che dovrà essere il suo comportamento di moglie nei confronti del marito distratto.